# Saucisse de Molène

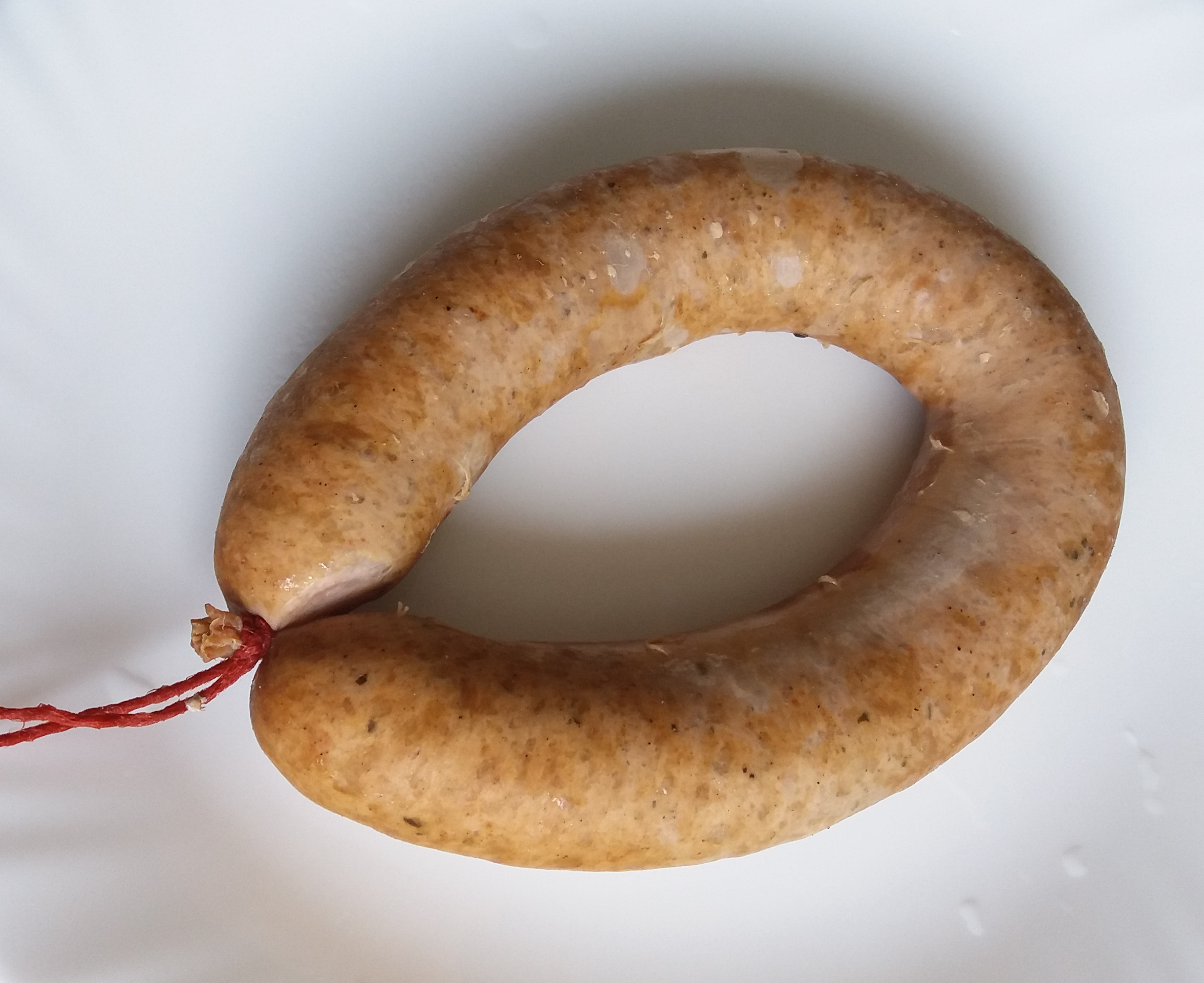
Une saucisse de Molène cuite.

La saucisse de Molène est une spécialité traditionnelle, inventée et encore aujourd’hui occasionnellement préparée sur l’île de Molène (Finistère). Sa particularité est le fumage aux algues. La viande de cochon est coupée au couteau et non hachée. Le fumage se passe dans une cheminée. C’est assez long : deux heures par jour pendant cinq jours, cette longue fumaison lui confère un goût très reconnaissable.